# Zrinski (Adelsgeschlecht)

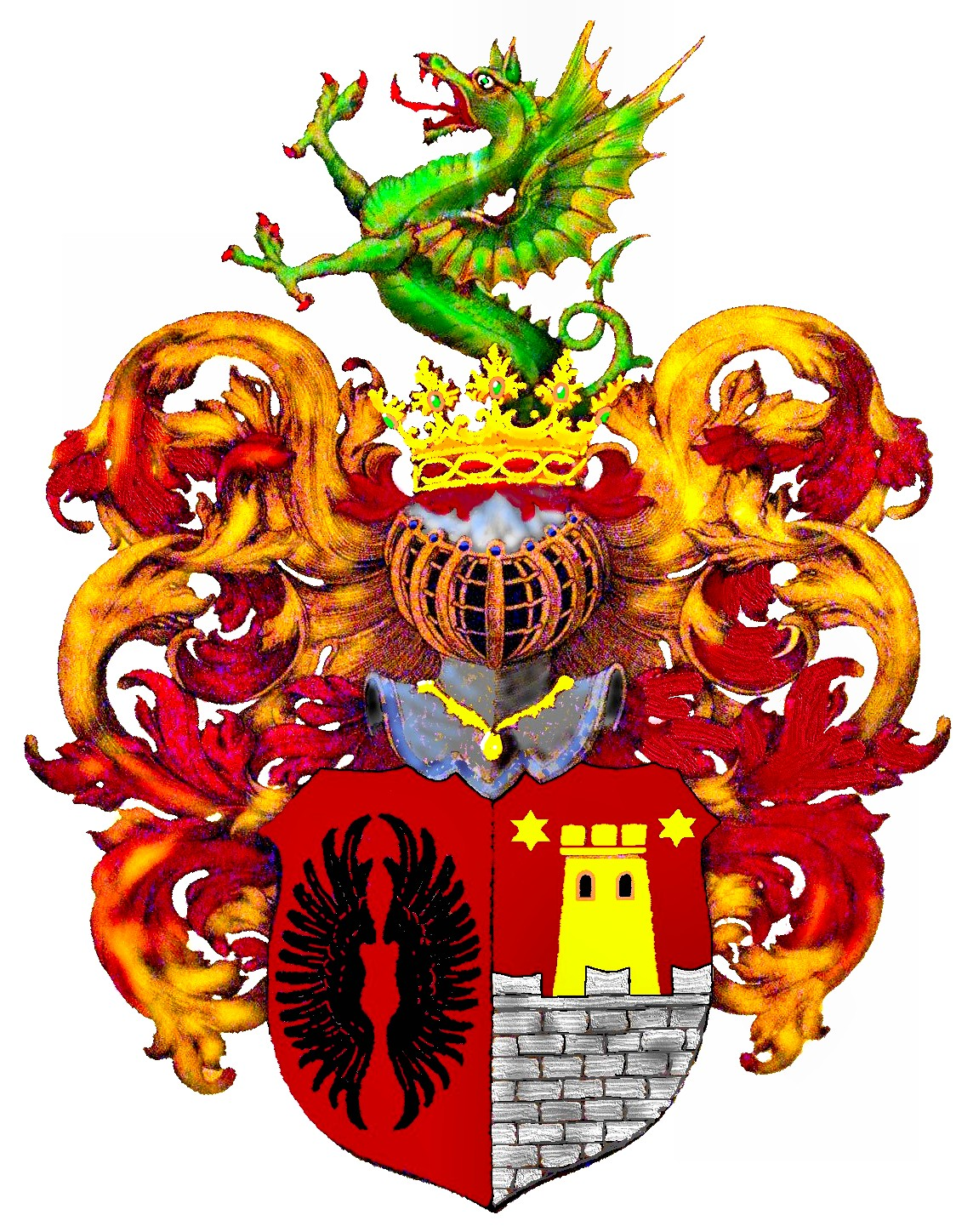
Vollwappen der Zrinski

Zrinski (kroatisch für „von Zrin“), ungarisch Zrínyi (verdeutscht Serin, Zerin, Zrinyi oder Zriny), war ein kroatisch-ungarisches Adelsgeschlecht. Den Höhepunkt ihres Einflusses erlebte das Geschlecht zur Zeit der „Türkengefahr“ im 16. uns 17. Jahrhundert, als es unter anderem mehrere Bane von Kroatien stellte, die heute in Kroatien und Ungarn als Nationalhelden gelten. Aufgrund der führenden Beteiligung an der Zrinski-Frankopan-Verschwörung und deren Niederschlagung mit der Hinrichtung des Bans Petar Zrinski im Jahr 1671, verlor das Geschlecht bis zu seinem Erlöschen im Mannesstamm 1703 seine Bedeutung. 

## Geschichte

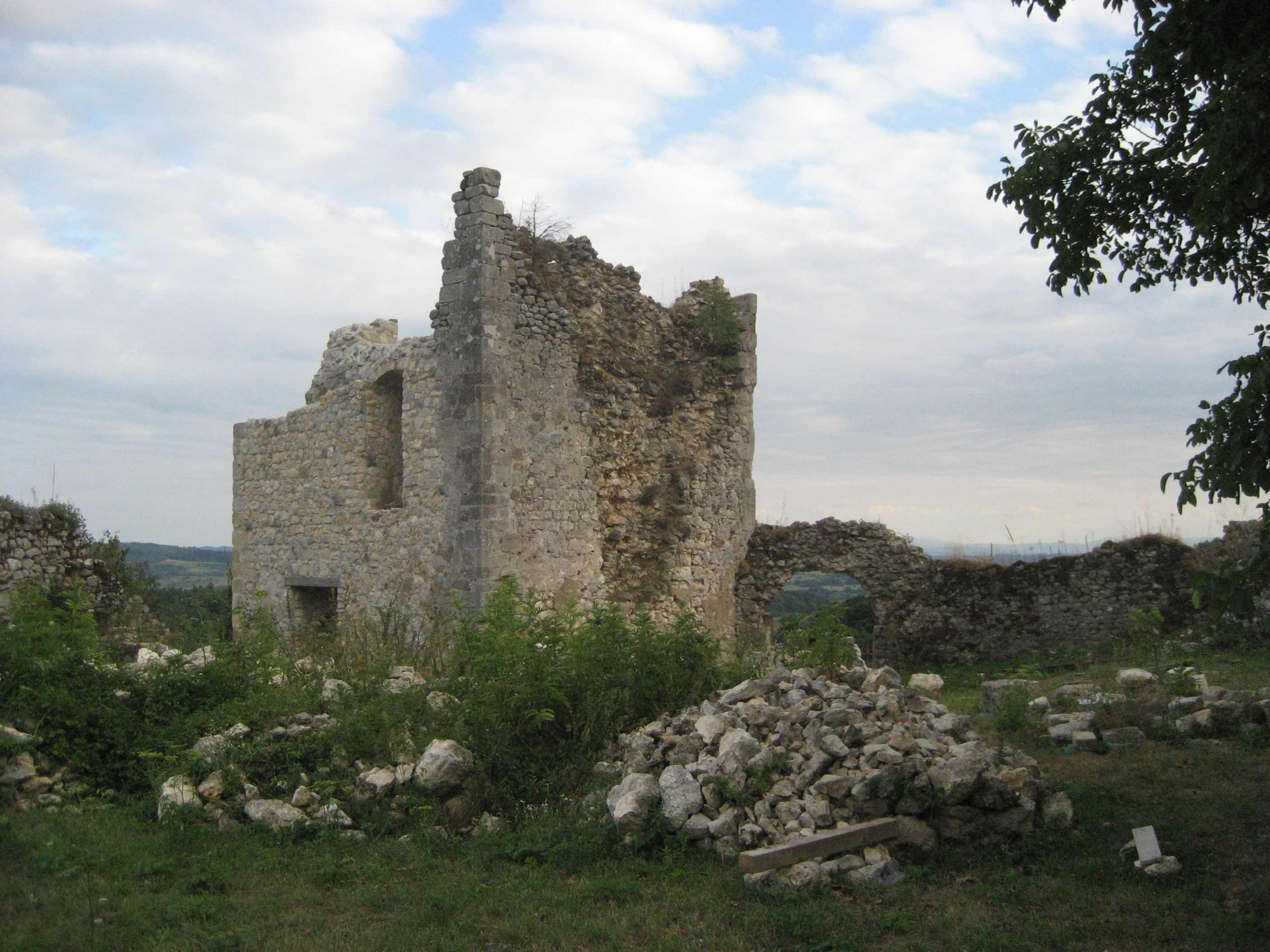
Ruine der Burg Zrin

Das Adelsgeschlecht Zrinski war eine Nebenlinie des alten kroatischen Adelsgeschlechts der Šubić, die sich seit 1347 nach der Burg Zrin in der Gebirgslandschaft Zrinska gora in Zentralkroatien benannte. Stammvater war Georg I. Zrinski († 1361). Ab 1546 war die Zrinski-Burg in Čakovec in der Region Međimurje der Hauptsitz des Adelsgeschlechts, das 1554 in den Grafenstand erhoben wurde. Das Adelsgeschlecht erlosch 1703 mit dem Tod von Ivan Antun Zrinski im Mannesstamm.

## Bane von Kroatien
Die folgenden Mitglieder der Familie waren Bane von Kroatien:
- Nikola Šubić Zrinski, von 1542 bis 1556
- Georg Zrinski, von 1622 bis 1626
- Nikolaus Zrinski, von 1647 bis 1664
- Petar Zrinski, von 1665 bis 1670

## Sonstiges
Der Entdecker Dragutin Lerman (1863–1918) benannte nach den Zrinskis einen Wasserfall am Kouilou im Kongo.
Der Fußballverein HŠK Zrinjski Mostar benannte sich 1922 nach dem Adelsgeschlecht.

## Genealogie

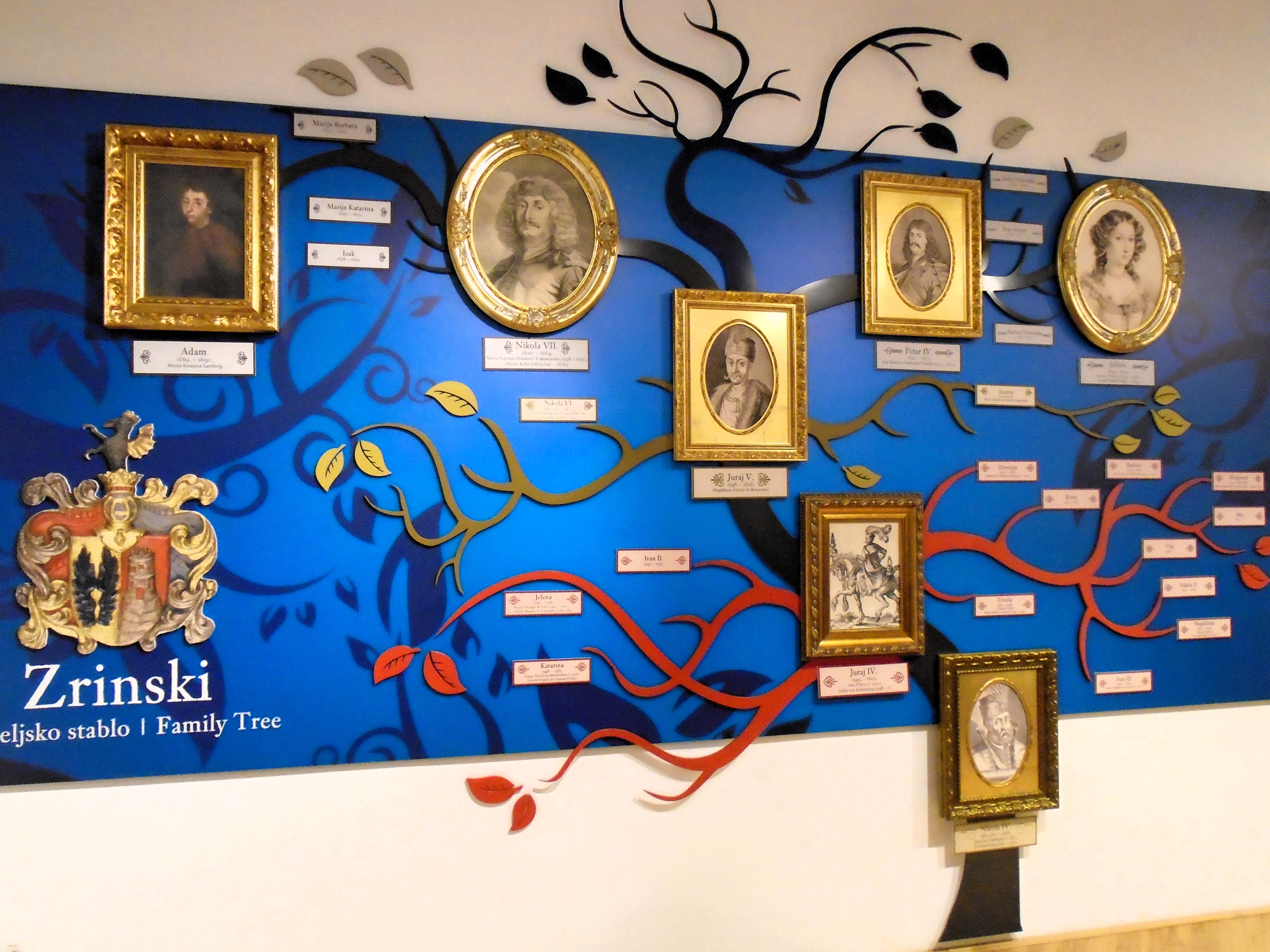
Stammbaum des Adelsgeschlechts Zrinski im Museum von Međimurje in Čakovec, Kroatien